# Coniopteryx phaeoptera
Coniopteryx phaeoptera is een insect uit de familie van de dwerggaasvliegen (Coniopterygidae), die tot de orde netvleugeligen (Neuroptera) behoort. 
De wetenschappelijke naam Coniopteryx phaeoptera is voor het eerst geldig gepubliceerd door Enderlein in 1906.